# Lviv rajon
Lviv rajon (ukrainsk: Львівський район, tr. Lvivskyj rajon) er en rajon i Ukraine.
Lviv rajon er en af 7 rajoner i Lviv oblast i det vestlige Ukraine, hvor Lviv rajon er beliggende i den centrale del af oblastet omkring byen Lviv. Rajonen har et areal på 4.968 km2
og et indbyggertal på 1.146.538 (2021) indbyggere. 

## Eksterne links
- Wikimedia Commons har flere filer relateret til Lviv rajon